# Van Lodenstein College
Het Van Lodenstein College, vaak kortweg aangeduid als het VLC, is een reformatorische scholengemeenschap met vijf vestigingen, waarvan de grootste zich bevindt in Amersfoort, waar ook het bestuur zich bevindt. De overige locaties bevinden zich in Kesteren, Barneveld, Ede en Hoevelaken. De school heeft ongeveer 4000 leerlingen en ruim 400 medewerkers. Het Van Lodenstein College heeft onder andere tweetalig onderwijs.

## Geschiedenis
In augustus 1974 werden de eerste lessen gegeven op de locatie Utrechtseweg 228, Amersfoort, het gebouw van het voormalig RK jongenspensionaat St. Louis van de Broeders van de Onbevlekte Ontvangenis van Maria (Broeders van Maastricht). In 1986 verhuisde de toenmalige MAVO/HAVO/VWO afdeling het Van Lodenstein College naar een nieuw gebouw op hetzelfde terrein.
In de loop van de jaren werd de school uitgebreid tot vijf vestigingen, waarvan de locatie in Ede het meest recente voorbeeld is.
In 2009 werd in Kesteren een nieuwe locatie opgeleverd met ongeveer 55 lokalen. Sindsdien is in Kesteren ook de bovenbouw van de havo gevestigd. Het gebouw biedt ruimte aan ongeveer 1150 leerlingen. In 2013 zijn er in het gebouw zelf enkele lokalen bijgebouwd.
In Barneveld is in 2013 een nieuwe locatie opgeleverd. Dit gebouw is geschikt gemaakt voor maximaal 980 leerlingen.
Het Van Lodenstein College gaat, samen met het Hoornbeeck College, uit van de Stichting voor Onderwijs op Reformatorische Grondslag. In de dagelijkse praktijk van de school geldt de autoriteit van de Bijbel als gezaghebbend. Ouders wordt gevraagd de principiële uitgangspunten van de school te onderschrijven, zoals dat leerlingen worden geacht iedere zondag tweemaal met hun ouders de kerk te bezoeken en dat moderne lectuur, televisie, popmuziek, disco en 'sportverdwazing' door leerlingen moeten worden gemeden. Dit wordt de leerlingen echter niet verplicht. De school geeft aan dat 'Bijbels vreemdelingschap' gepast is.

## Onderwijs
| Locatie    | VMBO                | HAVO                    | VWO                 |
| ---------- | ------------------- | ----------------------- | ------------------- |
| Amersfoort | Onderbouw           | Onder- en bovenbouw     | Onder- en bovenbouw |
| Barneveld  | Onderbouw           | Onderbouw               | Onderbouw           |
| Hoevelaken | Bovenbouw           | n.v.t.                  | n.v.t.              |
| Kesteren   | Onder- en bovenbouw | Onderbouw- en bovenbouw | Onderbouw           |
| Ede*       | n.v.t.              | n.v.t.                  | n.v.t.              |

* PrO-school

## Bekende oud-leerlingen
- Tijs van den Brink (1970), journalist en presentator
- Barend van Deelen (1988), radio-dj
- Elbert Dijkgraaf (1970), econoom en politicus
- Gert-Jan Kats (1971), politicus en burgemeester
- Stefan Paas (1969), schrijver, theoloog
- Kees van der Staaij (1968), jurist en politicus
- Chris Stoffer (1974), ingenieur en politicus

## Andere namen verbonden met het Van Lodenstein College
- Maarten van Leeuwen (1948), voormalig voorzitter College van Bestuur en interim SGP-voorzitter